# Laimonas Chatkevičius
Laimonas Chatkevičius (ur. 7 stycznia 1993 w Kłajpedzie) – litewski koszykarz, występujący na pozycjach silnego skrzydłowego oraz środkowego, obecnie zawodnik Neptūnasu Kłajpeda.
W 2016 roku rozegrał trzy spotkania jako zawodnik Dallas Mavericks, podczas letniej ligi NBA w Orlando.
16 grudnia 2016 został zawodnikiem MKS-u Dąbrowy Górniczej. 8 sierpnia 2017 podpisał umowę z AZS-em Koszalin. 30 grudnia opuścił klub.
12 lutego 2018 podpisał umowę z litewskim Neptūnasem Kłajpeda.

## Osiągnięcia
Stan na 28 lutego 2018, na podstawie, o ile nie zaznaczono inaczej.
NCAA
- Zaliczony do:
  - SEC (Konferencji Southeastern) Winter Academic Honor Roll (2014, 2015)
  - SEC Community Service Team (2015)

Reprezentacja
- Uczestnik mistrzostw:
  - świata U–17 (2010 – 4. miejsce)
  - Europy U–20 (2013 – 7. miejsce)